# Macula transfer
Macula transfer is een studioalbum van Edgar Froese. De titel verwijst naar de oogaandoening maculadegeneratie en het vele reizen van Froese tijdens wereldtournees van Tangerine Dream. Achteraf constateerde Froese dat de werksituatie rondom dit album niet optimaal was. Peter Baumann (medelid van TD) begon ook aan een soloalbum, de aankondiging dat de band uit elkaar dreigde te vallen.
Het album is volgens Froese puur voor zijn plezier opgenomen op eigen apparatuur, die hij net gekocht had van Abbey Road Studio. Het album verscheen alleen in Duitsland. Het werd daar gedistribueerd door Brain Records, die later failliet ging. Toen in de jaren 80 bijna het gehele oeuvre van Froese en zijn band Tangerine Dream op compact discs werd uitgebracht, bleef deze achter. Er waren problemen betreffende de rechten. Uiteindelijk werd er een persing uitgebracht door Manikin Records, bekend van werk van andere Duitse artiesten. Froese was daar niet blij mee en de uitgave werd teruggetrokken. Op het album is soms veel gitaarwerk van Froese te horen ten opzichte van andere uitgaven van hem.
In 2005 kwam dan pas de officiële compact disc-release; Froese had daarbij stukken toegevoegd en opnieuw ingespeeld. Daarmee voorkwam hij opnieuw het “rechtenprobleem”. Hij kon het als zodanig uitbrengen op zijn privéplatenlabel.

## Musicus
- Edgar Froese – gitaar, synthesizers, elektronica

## Muziek
De titels verwijzen naar vluchtnummers

| Nr. | Titel      | Duur  |
| --- | ---------- | ----- |
| 1.  | os 452     | 7:56  |
| 2.  | af 765     | 11:04 |
| 3.  | pa 701     | 7:36  |
| 4.  | Qantas 611 | 4:58  |
| 5.  | if 810     | 4:26  |

Het album is opgedragen aan David Bowie, Iggy Pop, Corinne en Frédéric Chopin. Corinne "Coco" Schwab was destijds de vriendin van David Bowie. Bowie en Pop namen destijds hun muziek in Berlijn op.